# As Variedades
As Variedades ou Ensaios de Literatura foi uma revista brasileira. Foi a primeira a ser impressa no país, tendo circulado no início do século XIX.

## História
Foi impressa em Salvador, na Bahia, pelo tipógrafo português ali radicado, Manuel Antônio da Silva Serva. À época do seu lançamento, Silva Serva encartou no jornal Idade d'Ouro do Brazil um prospecto com a finalidade de vender assinaturas. Nele, descrevia a revista como sendo de caráter literário geral: sociedade, novelas, resumos históricos, curiosidades, anedotas.
Editada por Diogo Soares da Silva de Bivar, da revista são apenas conhecidos hoje três exemplares, cada qual com trinta páginas. Publicada em janeiro de 1812, a revista - inicialmente denominada de "jornal", como indicava a terminologia à época - teve a sua coleção organizada e encadernada por Silva Serva em 1814. Segundo o historiador Hélio Vianna e o bibliófilo Renato Berbert de Castro o volume é composto de "(...) exemplares do número 1, de janeiro de 1812, e do número duplo – 2 e 3 de março de 1812.". A raridade do volume foi atestada por Hélio Vianna, entre outros. 